# دوریم اوین
دوریم اوین (ترکی استانبولی: Devrim Evin؛ زادهٔ ۱۲ نوامبر ۱۹۷۸) هنرپیشه اهل ترکیه است.
از فیلم‌ها یا برنامه‌های تلویزیونی که وی در آن نقش داشته‌است می‌توان به فتح ۱۴۵۳ اشاره کرد.